# Champions of the Earth Award

Die UNEP-Goodwill-Botschafterin Gisele Bündchen bei der Preisverleihung 2014

Der Champions of the Earth Award ist ein Umweltpreis, der seit 2005 vom United Nations Environment Programme (UNEP) verliehen wird. Dieser Preis ist Nachfolger des früheren Global 500 Awards. Dieser Preis ist nicht mit einem Preisgeld versehen.

## Preisträger
- 2005
  - Drachen-König Jigme Singye Wangchuk und das Volk von Bhutan
  - Scheich Zayid bin Sultan Al Nahyan (postum)
  - Präsident Thabo Mbeki und das Volk von Südafrika
  - Seine Heiligkeit Patriarch Bartholomäus I.
  - Sheila Watt-Cloutier
  - Julia Carabias Lillo
  - Zhou Qiang

- 2006
  - Rosa Elena Simeón Negrín
  - Women’s Environment & Development Organization (WEDO)
  - Tewolde Berhan Gebre Egziabher
  - Masoumeh Ebtekar
  - Mohamed El-Ashry
  - Tommy Koh Thong Bee
  - Michail Sergejewitsch Gorbatschow

- 2007
  - Cherif Rahmani
  - Elisea 'Bebet' Gillera Gozun
  - Viveka Bohn
  - Marina Silva
  - Al Gore
  - Hassan ibn Talal
  - Jacques Rogge und das Internationale Olympische Komitee (IOC)

- 2008
  - Balgis Osman-Elasha
  - Atiq Rahman
  - Albert II. von Monaco
  - Liz Thompson
  - Timothy E. Wirth
  - Abdul-Qader Ba-Jammal
  - Helen Clark

- 2009
  - Erik Solheim
  - Kevin Conrad
  - Janine Benyus
  - Ron Gonen
  - Tulsi Tanti
  - Yann Arthus-Bertrand

- 2010
  - Mohamed Nasheed
  - Taro Takahashi
  - Vinod Khosla
  - Mostapha Zaher
  - Zhou Xun
  - Bharrat Jagdeo

- 2011
  - Felipe Calderón
  - Olga Speranskaya
  - Zhang Yue
  - Louis Palmer
  - Angélique Kidjo

- 2012
  - Tsachiagiin Elbegdordsch
  - Sander van der Leeuw
  - Sultan Ahmed Al Jaber
  - Fábio C. Barbosa
  - Bertrand Piccard
  - Samson Parashina

- 2013
  - Brian McClendon
  - Carlo Petrini
  - Izabella Teixeira
  - Jack Dangermond
  - Janez Potočnik
  - Martha Isabel Ruiz Corzo
  - Veerabhadran Ramanathan

- 2014
  - Boyan Slat,
  - Fatima Jibrell, Somalia
  - Susilo Bambang Yudhoyono
  - Tommy Remengesau, Jr
  - Mario José Molina-Pasquel Henríquez
  - Robert T. Watson
  - Sylvia Earle
  - U.S. Green Building Council

- 2015
  - Black Mamba APU, eine südafrikanische Spezialeinheit gegen Wilderei
  - Sheikh Hasina
  - National Geographic Society
  - Natura Brasil
  - Paul Polman

- 2016
  - Afroz Shah
  - Berta Cáceres
  - José Sarukhán Kermez
  - Leyla Acaroglu
  - The Moroccan Agency for Solar Energy (MASEN)
  - Paul Kagame

- 2017
  - Jeff Orlowski
  - Michelle Bachelet
  - Mobike
  - NASA Goddard Space Flight Center und Paul A. Newman
  - Saihanba Afforestation Community
  - Wang Wenbiao

- 2018
  - Flughafen Kochi
  - Emmanuel Macron
  - Impossible Foods und Beyond Meat
  - Joan Carling
  - Narendra Modi
  - Zhejiang

- 2019
  - Katharine Hayhoe
  - Ant Forest
  - Costa Rica
  - Fridays for Future Movement
  - Patagonia

- 2020
  - Frank Bainimarama
  - Fabian Leendertz
  - Mindy Lubber
  - Nemonte Nenquimo
  - Yacouba Sawadogo
  - Robert D. Bullard

- 2021
  - Mia Mottley
  - The Sea Women of Melanesia
  - Gladys Kalema-Zikusoka
  - Marija Kolesnikowa

- 2022 
  - Arcenciel
  - Constantino Aucca Chutas
  - Partha Dasgupta
  - Purnima Devi Barman
  - Cécile Ndjebet

- 2023
  - Josefina Joy Belmonte (Philippinen)
  - Ellen MacArthur Foundation (Großbritannien)
  - Blue Circle (China)
  - José Manuel Moller (Chile)

- 2024[1]
  - Sônia Guajajara (Brasilien)
  - Amy Bowers Cordalis (USA)
  - Gabriel Paun (Rumänien)
  - Lu Qi (China)
  - Madhav Gadgil (Indien)
  - SEKEM (Ägypten)